# Teatrul Clasic „Ioan Slavici” din Arad
Teatrul Clasic „Ioan Slavici” este un edificiu din municipiul Arad. A fost ridicat între anii 1872-1874 în stil neoclasic. În anii 1958-1960 au loc importante lucrări de modernizare în timpul cărora se realizează actuala fațadă a Teatrului.

## Istoric

### Construcția
Primul care are propunerea ridicării unui alt teatru, deoarece clădirea primului era neîncăpătoare datorită interesului crescut al arădenilor pentru spectacolele de teatru, a fost baronul Béla Bánhidy⁠(en)[traduceți] în anul 1862. Lipsa fondurilor oprește orice inițiativă, până când primarul Péter Atzél contractează un împrumut de 700.000 de florini. Adăugând la această sumă și donațiile arădenilor, s-a decis lansarea unei comenzi către arhitectul Anton Czigler împreună cu fiul său Győző Czigler. Datorită unor dispute legate de exteriorul teatrului, lucrările încep abia în anul 1869 sub directa supraveghere a arhitectului Antal Skalnitzky⁠(en)[traduceți]. Vestea că însuși împăratul Franz Iosef urma să fie prezent la inaugurare a provocat o grăbire a lucrărilor la teatru.

### Inaugurarea
Evenimentul a avut loc pe data de 21 septembrie 1874 când alături de elitele arădene și 1250 de spectatori, a apărut însuși împăratul însoțit de prinții Albrecht, Iosif și Johann. Trupa Teatrului Național din Budapesta a prezentat un prolog de Szasz Karoly și comedia Vânătoarea din Matra de Fay. După primul act, Franz Iosef se retrage spunând că „teatrul ca frumusețe și ca onorata asistență sunt demne de orice capitală”. Înainte de plecare el a donat 600 de florini așezământului și 500 florini celor nevoiași.
Intrarea principală era dinspre clădirea alăturată, hotelul Crucea Albă (nu dinspre piața centrală, ca actualmente), fațada fiind caracterizată de o decorație neoclasicistă, iar interiorul de decorațiuni neobaroce. Picturile murale ale tavanului au fost realizate de dascălul și pictorul Rudolf Györgyössy din Arad, pe baza proiectelor lui Lotz Károly. Decorația interioară este opera sculptorului decorator András Tóth (tatăl poetului Árpád Tóth), ca și altfel cea a palatului Hermann Gyula. 
Până la construire Palatului Culturii după proiectele lui Szántay Lajos în anul 1913, etajul întâi al teatrului a găzduit și Muzeul Relicvelor dedicat Revoluției Maghiare din 1848-49.

### Incendiul din 1883

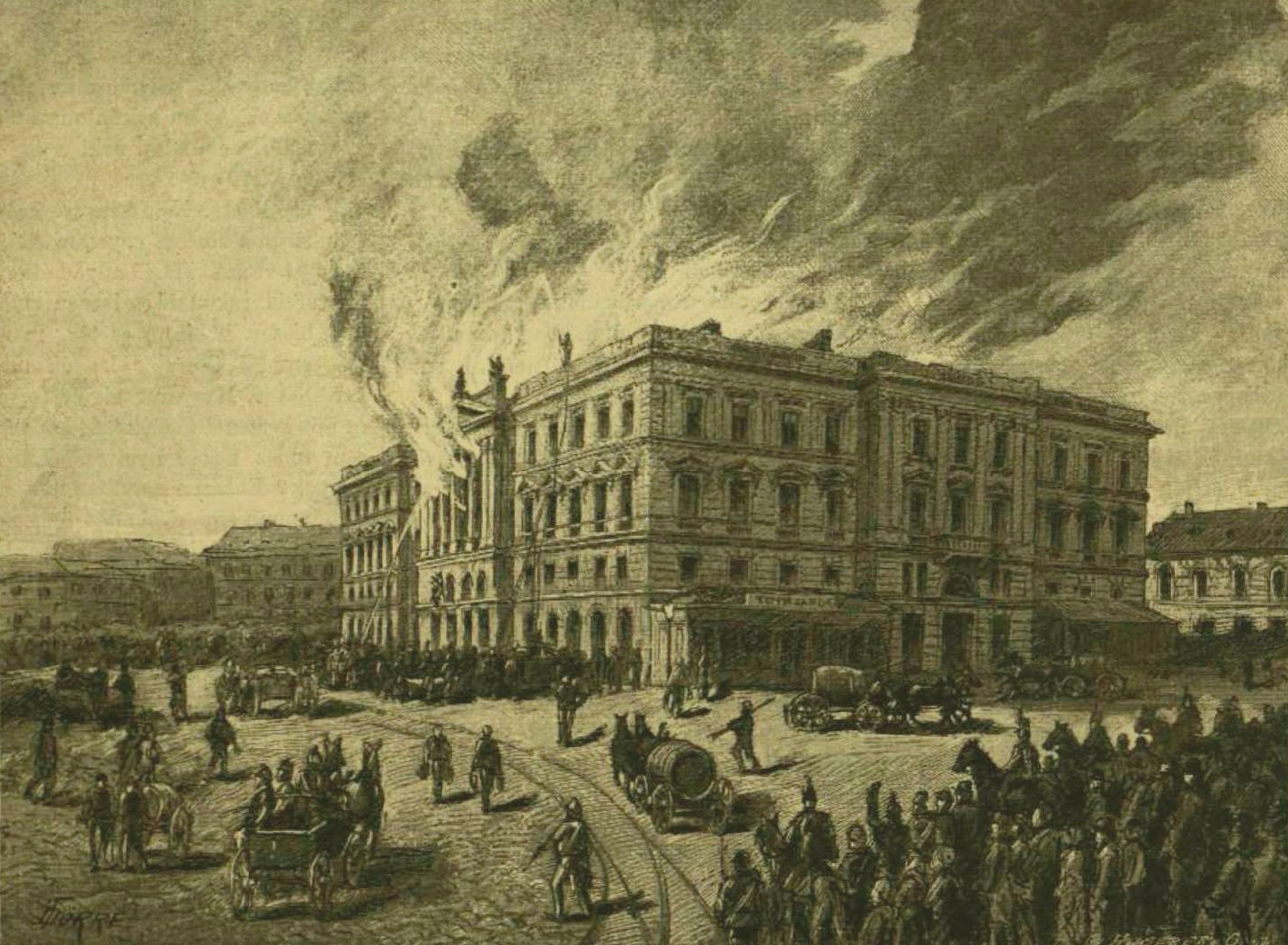
Incendiul Teatrului Arad (1883)

La 18 februarie 1883, după o repetiție a piesei Henric al IV-lea, clădirea a fost distrusă de un incendiu. Reconstrucția a fost încredințată arhitectului arădean Andor Halmay. Teatrul reînnoit s-a redeschis în octombrie 1885 cu prezentarea unei piese de Csíki Gergely.

### Incendiul din 1955
În 1955 clădirea a fost mistuită din nou de un incendiu, iar în 1957 un alt incendiu devastează clădirea aproape în totalitate. Urmează o perioadă de reconstrucție, în cursul căreia spațiul interior a fost transformat total, iar exteriorul a suferit modificări însemnate. Tot atunci s-a deschis noua intrare principală pe fațada supraînălțată dinspre piața centrală. Proiectul de renovare a fost atribuit profesorului Alexadru Iotzu de la Academia de Arhitectură din București. La refacerea clădirii participa și sculptorii Valeriu Brudașcu, Ioan Tolan și Emil Vitroel. În urma lucrărilor s-a diminuat semnificativ numărul de locuri pentru spectatori, dar s-a creat o sală Studio la nivelul etajului.

## Descriere
Pe fațada principală, deasupra celor trei porți așezate sub trei arcade, se ridică șase pilaștri masivi cu capetele în stil corintic; ei susțin un triptic în formă de triunghi. În interior a fost așezat basorelief intitulat "Construirea socialismului", realizat din piatră artificială, cu o lungime de 19 metri, iar la centru o înălțime de 4 metri. A fost realizat de către sculptorii Valeriu Brudascu, Livia Cernenski și Emil Vitroel, aflați sub conducerea lui Ioan Tolan. 

## Galerie foto

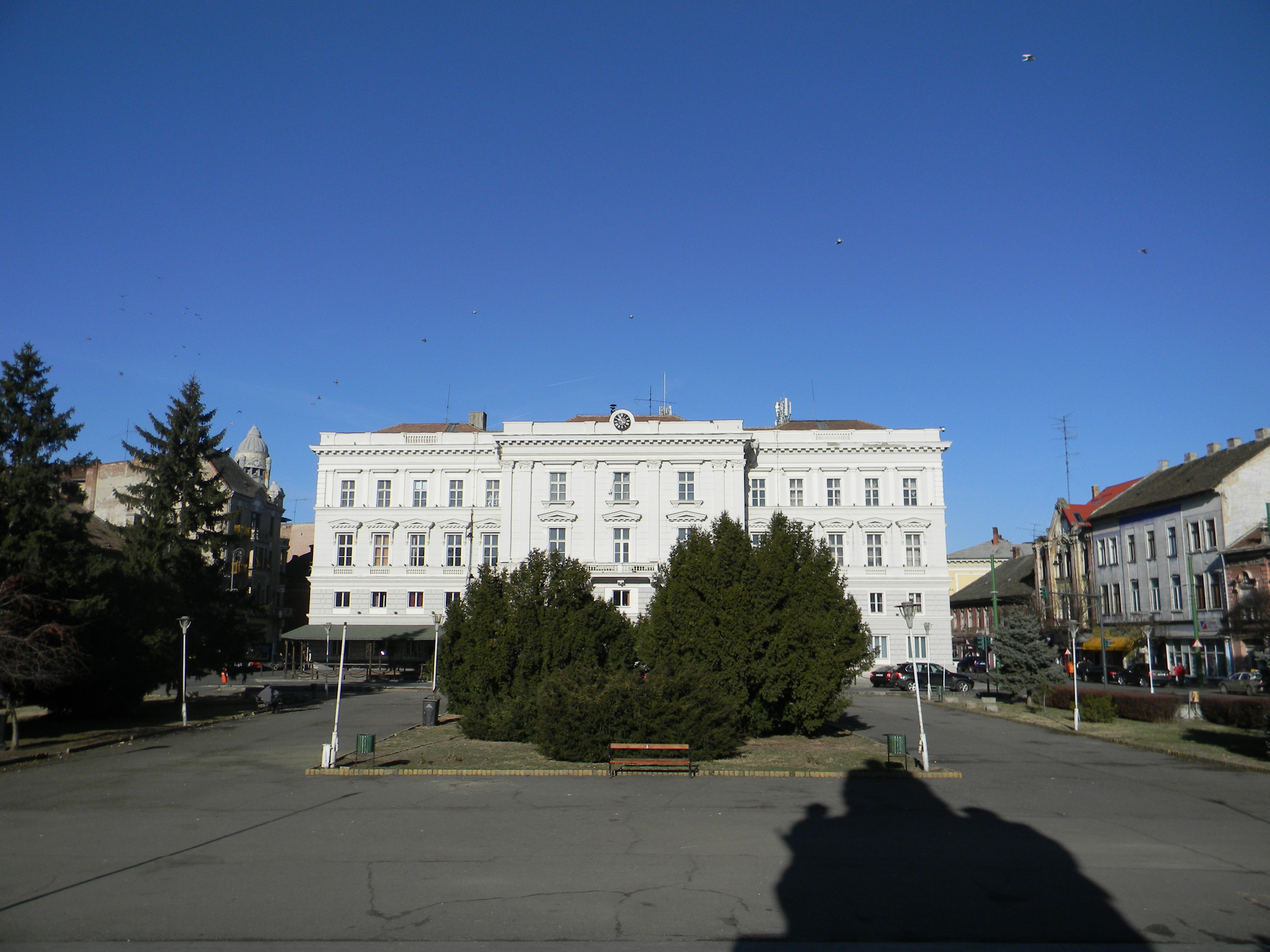
Teatrul „Ioan Slavici Arad” - vedere faţadă dorsală
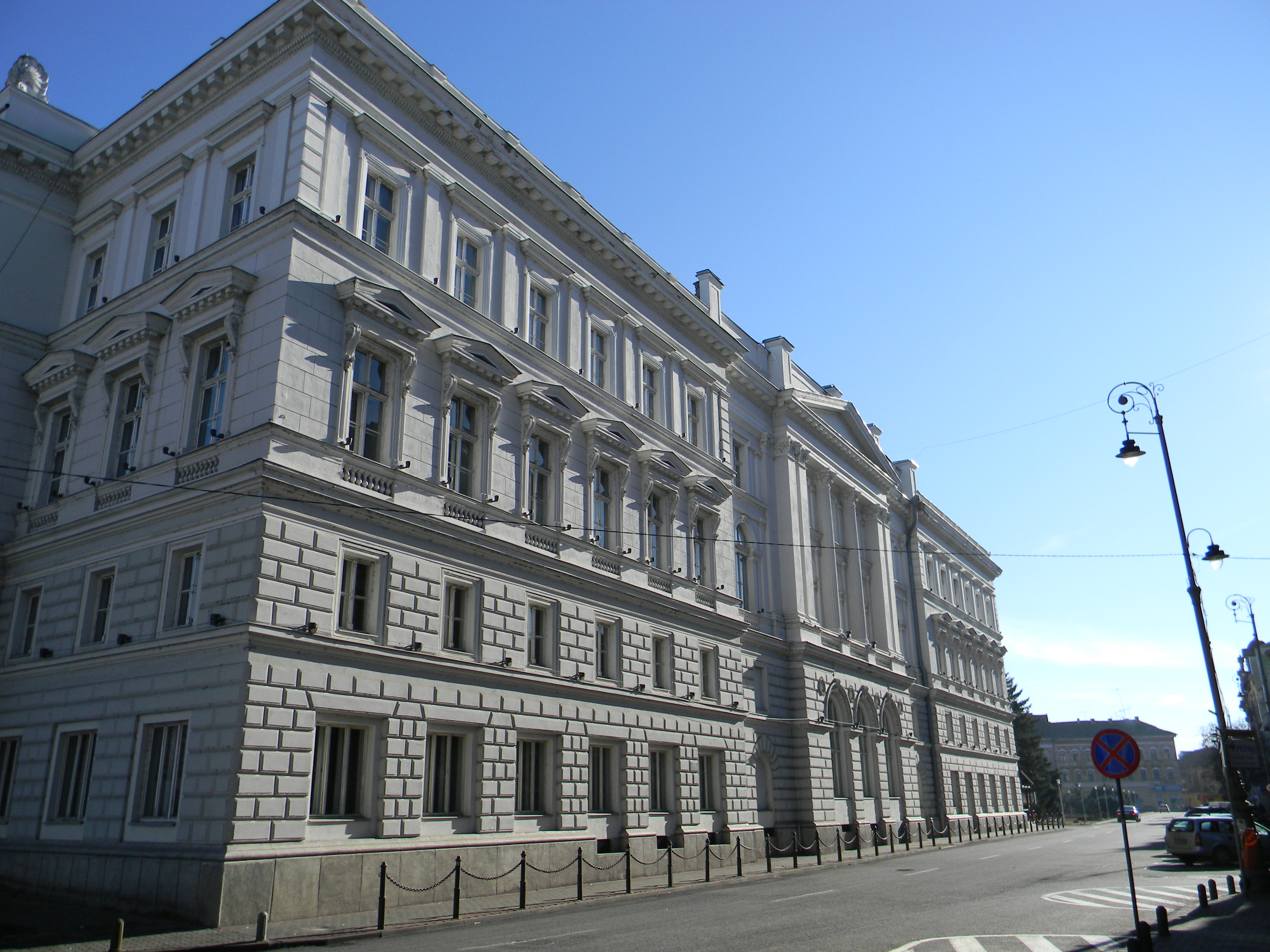
Teatrul „Ioan Slavici Arad” - vedere faţadă vestică

## Vezi și
- Festivalul Internațional de Teatru Clasic - Arad